# Чайлд, Линкольн
Линкольн Чайлд (англ. Lincoln Child; род. 1957, США) — американский писатель, редактор, автор более 15 технотриллеров и ужастиков.

## Биография
Родился в Уэстпорте, штат Коннектикут.
Окончил Карлтонский колледж (Нортфилде, штат Миннесота) со специализацией по английской словесности. Летом 1979 года получил должность помощника редактора в издательстве St. Martin’s Press, Нью-Йорк. За следующие несколько лет прошёл путь от помощника редактора до редактора, которым стал в 1984 году.
В 1987 году неожиданно оставил издательский бизнес ради работы в компании MetLife (программирование и системный анализ).
Через несколько лет стал профессиональным писателем.
В настоящее время живёт в Нью-Джерси с женой и дочерью.

### Серия про Алоиза Пендергаста
- «Реликт» (The Relic) — 1995
- «Реликварий» (Reliquary) — 1997
- «Кабинет диковин» (The Cabinet of Curiosities) — 2002
- «Натюрморт с воронами» (Still Life with Crows) — 2003
- «Огонь и сера» (Brimstone) — 2004
- «Танец смерти» (Dance of Death) — 2005
- «Книга мертвых» (The Book of the Dead) — 2006
- «Штурвал тьмы» (The Wheel of Darkness) — 2007
- «Танец на кладбище» (Cemetery Dance) — 2009
- «Наваждение» (Fever Dream) — 2010
- «Холодная месть» (Cold Vengeance) — 2011
- «Две могилы» (Two Graves) — 2012
- «Белый огонь» (White Fire) — 2013
- «Голубой лабиринт» (Blue Labyrinth) — 2014
- «Багровый берег» (Crimson Shore) — 2015
- «Обсидиановый храм» (The Obsidian Chamber) — 2016
- «Город бесконечной ночи» (City of Endless Night) — 2018
- «Стихи для мертвецов» (Verses for the Dead) — 2018
- «Злая река» (Crooked River) - 2020
- «Путь крови» (Bloodless) - 2021
- «Кабинет доктора Ленга» (The Cabinet of Dr. Leng) - 2023
- Angel of Vengeance - 2024

### Серия про Гидеона Кру
- Меч Гидеона (Gideon’s Sword) — 2011
- Труп Гидеона (Gideon’s Corpse) — 2012
- Затерянный остров (The Lost Island) — 2014
- За границей льдов (Beyond The Ice Limit) — 2016
- The Pharaon Key — 2018

### Серия Нора Келли
- Старые кости (Old Bones) — 2019
- «Хвост Скорпиона» (The Scorpion's Tail) - 2021
- «Плато дьявола» (Diablo Mesa) - 2022
- Dead Mountain - 2023

### Внесерийные книги
- «Гора Дракона» (Mount Dragon) — 1996
- «Остров» или «Меч карающий» (Riptide) — 1998
- «Золотой город» (Thunderhead) — 1999
- «Граница льдов» (The Ice Limit) — 2000

## Экранизации
«Реликт» (The Relic) — 1997